# Louise du Pierry
Louise du Pierry eller Dupiery (Elisabeth Louise Felicite Pourri de la Madeleine), född 30 juli 1746, död 27 februari 1807, var en fransk astronom och professor.
Louise du Pierry studerade för Jerome de Lalande 1779 och blev ledamot i "L'Academie de Sciense de Béziers". Hon blev 1789 den första kvinnliga professorn vid universitetet Sorbonne i Paris då hon ledde kurser i astronomi för kvinnor. Hon beräknade solförmörkelser och dygnsrytmer och publicerade sitt eget arbete 1799.  
Jerome De Lalande inkluderade henne som ett exempel på en idealisk kvinnlig akademiker i sitt verk Astronomie des Dames (1790).